# Квон Рисе
Квон Рисе (англ. Kwon Ri-Se; кор. 권리세; 16 августа 1991 — 7 сентября 2014, также известная под псевдонимом RiSe) — японская певица корейского происхождения. Была участницей южнокорейского гёрл-бэнда Ladies' Code под руководством лейбла Polaris Entertainment. До присоединения к Ladies' Code победила в конкурсе «Мисс Корея 2009» и получила титул «Мисс Япония-Корея Джин». Была одной из 12 конкурсанток MBC Star Audition The Great Birth. Родилась в префектуре Фукусима, в Японии. Свободно говорила на японском и на корейском языках. Она погибла в автокатастрофе 7 сентября 2014 года.

## Биография
Происходила из четвёртого поколения японских корейцев. Окончила Korea Junior High School, Tokyo Korean School и получила высшее образование в Seikei University по специальности экономики и администратирования. Перед тем, как присоединиться к Ladies' Code, Квон участвовала и победила в конкурсе «Мисс Корея 2009», представляя Японию. В 2011 году подписала контракт с KeyEast после участия в конкурсе Star Audition The Great Birth.
В том же 2011 году Квон Рисе вместе с бывшим участником Birth of a Great Star, Дэвидом Оксом появилась в третьем сезоне реалити-шоу MBC Мы женаты. В том же году она появилась вместе с ним в рекламе LG Optimus 3D.
В 2013 году, после истечения контракта с KeyEast, певица заключила контракт с Polaris Entertainment, чтобы продолжить свою карьеру певицы. Polaris Entertainment начала готовить Квон к дебюту в женской группе.

## Музыкальная карьера

### 2013—2014: Дебют в Ladies' Code
24 февраля 2013 года Polaris Entertainment на своём канале на YouTube выложила тизер с участием Рисе. После этого участницы Ladies' Code совершили свой дебют 6 марта 2013 года. 7 марта состоялся релиз дебютного мини-альбома Code#1 Bad Girl и в тот же день группа выступила на телепрограмме M! Countdown.
1 сентября 2013 года Ladies' Code выложили тизер-видео песни со своего второго мини-альбома Pretty Pretty. Музыкальное видео на одноимённый заглавный трек вышло 3 сентября 2013 года. 6 сентября 2013 года вышел миньон Code#02 Pretty Pretty. 12 февраля 2014 года вышло музыкальное видео на песню So Wonderful. На следующий день они с этой песней выступили на шоу M! Countdown.
6 августа 2014 года группа записала сингл Kiss Kiss. Видеоклип на эту песню был выпущен на официальном канале Loen Music на YouTube. А сама песня была выпущена в виде сингла 7 августа 2014 года.

## Автомобильная катастрофа
3 сентября 2014 года в 1:30 утра по местному времени Рисе получила тяжёлые ранения в результате автокатастрофы, произошедшей, когда группа возвращалась в Сеул после концерта в KBS «Open Concert» в DGIST. За рулём фургона был менеджер Мистер Парк. Во время вождения он превысил скорость. Дождливые условия сделали дорогу скользкой и в результате этого водитель не справился с управлением. У фургона оторвало заднее колесо, после чего его закрутило и он врезался в ограждение. Авария произошла в Сингале, на трассе Yeongdong Expressway.
Было сообщено, что во время аварии ни одна из подушек безопасности не сработала. Рисе получила настолько серьёзные раны, что прибывшие на место врачи не сразу смогли её опознать.
Её коллеги по группе Эшли и Зуни получили небольшие травмы, а СоЯнг выжила, получив серьёзные травмы. Другая участница Ын Би погибла сразу на месте. Менеджер Пак и стилист группы также отделались мелкими травмами.
После аварии Рисе была доставлена в Catholic University of Korea St. Vincent's Hospital, где ей была оказана экстренная помощь от черепно-мозговой и брюшной травм. Хирурги три раза сделали операцию на черепе, а также пытались реанимировать с помощью дефибрилляции. В середине четвёртой операции, около 11 часов, её кровяное давление стало снижаться и в результате этого операцию пришлось остановить. После этого она была переведена в отделение интенсивной терапии больницы Университета Аджу, где она оставалась в критическом состоянии. Было сообщено, что мозг певицы сильно опух, и она так и не приходит в сознание. Врачи внимательно следили за её состоянием, чтобы возобновить операцию без риска для здоровья Квон.
7 сентября 2014 года, в 10:10 утра по местному времени, Рисе скончалась от последствий аварии, так и не придя в сознание в Ajou University Hospital. Её поминки состоялись в похоронном доме Университета Корё. Похороны состоялись в мемориальном парке Сеула 9 сентября 2014 года. На похоронах присутствовали многие известные южнокорейские исполнители, включая бывшего наставника по Birth of a Great Star Ли Ын-Ми, членов группы Super Junior, SHINee, KARA, BESTie, Secret, идол Roh Ji-hoon и другие.
После похорон, тело певицы было кремировано, а её прах был доставлен в Японию, где состоялась церемония похорон, на которой присутствовали её семья и близкие друзья. Похоронена в своём родном городе Фукусима.

## Дискография
См. Дискографию Ladies' Code в английском разделе

## Фильмография

### Телесериалы
| Год       | Название                      | Роль             | Канал | Примечания           |
| --------- | ----------------------------- | ---------------- | ----- | -------------------- |
| 2010—2011 | Star Audition The Great Birth | Играет саму себя | MBC   | Лучшие 12 участников |
| 2011      | Мы поженились                 | Играет саму себя | MBC   | С Дэвидом Охом       |
| 2011      | Quiz to Change the World      | Гость            | MBC   | Неизвестно           |
| 2013      | Splash                        | Играет саму себя | MBC   | Неизвестно           |
| 2013      | It’s a Person Q               | Играет саму себя | MBC   | Неизвестно           |
| 2013      | 1000 Song Challenge           | Играет саму себя | SBS   | Неизвестно           |
| 2013      | Running Man                   | Гость            | SBS   | Эпизод 149           |
| 2013      | Hwasin                        | Гость            | SBS   | Эпизод 28            |
| 2013      | Mamma Mia                     | Гость            | KBS   | Эпизод 9             |
| 2014      | Idol School                   | Гость            | MBC   | Эпизод 7             |
| 2014      | Let’s Go! Dream Team 2        | Гость            | KBS   | Эпизоды 233 и 246    |